# São Luiz do Paraitinga
São Luiz do Paraitinga (manchmal abweichend inoffiziell São Luís do Paraitinga), amtlich Município da Estância Turística de São Luiz do Paraitinga, ist ein Munizip (Gemeinde) im östlichen Teil des Bundesstaats São Paulo in Brasilien.
Mit 10.337 Einwohnern (Stand 2022) gilt São Luiz do Paraitinga als Kleinstadt.
Der Name Paraitinga hat den Ursprung in der Tupi-Sprache (Parahytinga) und bedeutet schlimmes und klares Wasser. São Luiz (heiliger Ludwig) bezieht sich auf Ludwig von Toulouse.
Die Stadt ist ein bedeutendes Touristenziel in der Region Vale do Paraíba, unter anderem aufgrund des historischen Stadtzentrums, das zum nationalen Kulturerbe erklärt wurde, und aufgrund von Caipira-Traditionen wie der Festa do Divino Espírito Santo und dem Carnaval de Marchinhas (Karneval der kleinen Märsche).
Die Einwohner der Stadt werden Luizenses genannt.

## Geschichte
Die Stadt wurde im Jahr 1769 von Bandeirantes aus Taubaté, Mogi das Cruzes und Guaratinguetá mit dem Namen São Luís e Santo Antonio do Paraitinga gegründet und 1773 zur Gemeinde erklärt. Die Stadtrechte wurden 1857 verliehen. Im Jahr 1873 wurde São Luiz do Paraitinga zur Imperial Cidade erklärt und war somit zu dieser Zeit eine der zwölf wichtigsten Städte des Kaiserreichs Brasilien.
Am 5. Juli 2022 erhielt São Luiz do Paraitinga den Titel Estância Turística des Bundesstaats São Paulo. Diesen Titel erhalten wichtige Urlaubsorte des Bundesstaats zusammen mit finanziellen Mitteln zur Förderung des Tourismus.
Da die Stadt aufgrund der Lage im engen Flusstal des Rio Paraitinga häufig von Hochwassern betroffen ist, wurde  sie im Jahre 2025 als erste Stadt des Bundesstaats São Paulo mit Warnsirenen ausgestattet, die vor Hochwasserereignissen warnen sollen.
Die Sirenen sind dabei in das Sistema de Sirenes de Alerta de Risco (Sisar, Sirenensystem für Gefahrenwarnungen) eingebunden, in dem Daten aus der Echtzeit-Pegelüberwachung der Flüsse und weitere Daten verbunden werden.

### Hochwasser vom Januar 2010
Am 1. und 2. Januar 2010 zerstörte ein Hochwasser des Rio Paraitinga acht historische Bauwerke, unter anderem die Hauptkirche São Luís de Tolosa aus dem 19. Jahrhundert.
Das Wasser des Flusses stieg etwa 12 Meter über den normalen Pegel und überflutete das gesamte historische Stadtzentrum.

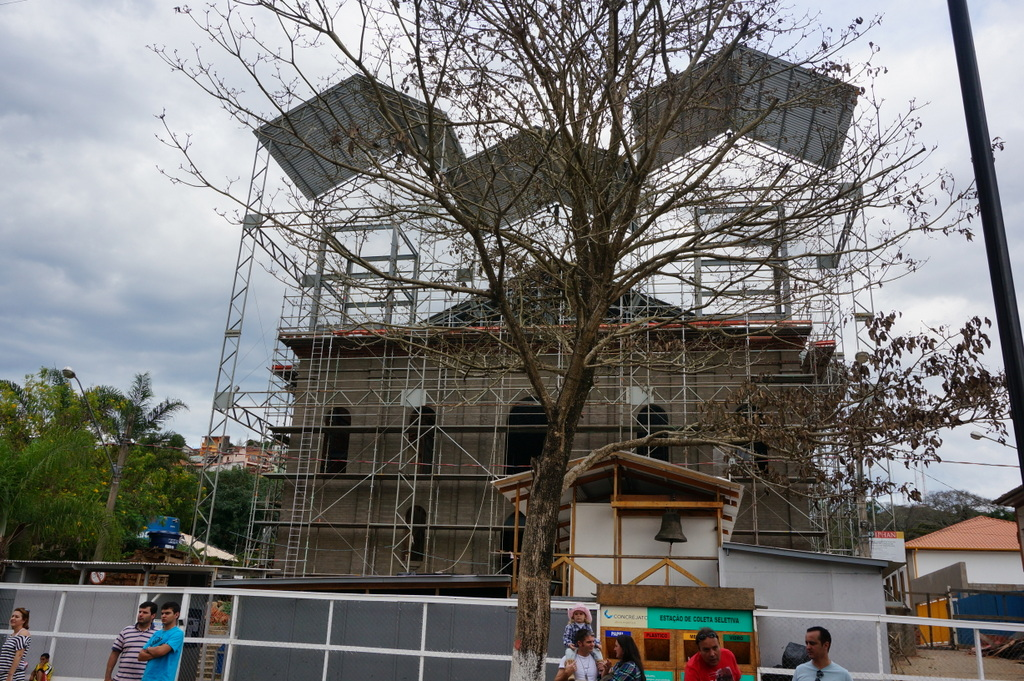
Kirche São Luís de Tolosa im Wiederaufbau

Nach dem Hochwasser erhielt die Stadt ca. 15 Millionen Real vom Ministério da Integração Nacional zur Stabilisierung von Berghängen und für den Wiederaufbau von Brücken und Straßen und ca. 100 Millionen Real von der Regierung des Bundesstaats São Paulo für den Wiederaufbau von öffentlichen Gebäuden und Straßen, den Umbau von Schulen und die Errichtung einer neuen Bibliothek. Im Dezember 2010 wurde das historische Zentrum der Stadt durch das Instituto do Patrimônio Histórico e Artístico Nacional (IPHAN) zum nationalen Kulturerbe erklärt. Die Aufnahme der Stadt in die Liste des IPHAN erlaubte den Wiederaufbau verschiedener historischer Bauwerke, darunter die Kirche São Luís de Tolosa, die im Mai 2014 wiedereröffnet wurde.

### Bevölkerungsentwicklung
| Jahr | Bevölkerungsgröße | Referenz |
| ---- | ----------------- | -------- |
| 1774 | 800               | [ 12 ]   |
| 1836 | 6.296             | [ 13 ]   |
| 1854 | 10.393            | [ 13 ]   |
| 1874 | 13.894            | [ 13 ]   |
| 1886 | 17.368            | [ 13 ]   |
| 1900 | 29.535            | [ 13 ]   |
| 1920 | 25.266            | [ 13 ]   |
| 1934 | 20.367            | [ 13 ]   |
| 1940 | 11.127            | [ 13 ]   |
| 2000 | 10.429            | [ 14 ]   |
| 2010 | 10.397            | [ 15 ]   |
| 2022 | 10.337            | [ 16 ]   |

## Geographie
São Luiz do Paraitinga befindet sich etwa 140 km Luftlinie östlich der Stadt São Paulo.
Der südliche Teil des Gemeindegebiets ist stark bewaldet und liegt in der Gebirgskette Serra do Mar. Auch der nördliche Teil ist hügelig und bergig, wird aber stärker landwirtschaftlich genutzt.
Die Stadt liegt auf 741 Metern über dem Meeresspiegel.
Das Gemeindegebiet wird von den Flüssen Rio Paraitinga und Rio Paraibuna durchflossen, die beide in den Stausee Represa de Paraíbuna münden. Des Weiteren durchfließt der Ribeirão do Chapéu das Gemeindegebiet und mündet südlich der Stadt in den Rio Paraitinga.

### Nachbargemeinden
São Luiz do Paraitinga grenzt im Uhrzeigersinn von Norden an Taubaté, Lagoinha, Cunha, Ubatuba, Natividade da Serra und Redenção da Serra.

## Verkehr
Die Stadt São Luiz do Paraitinga liegt an der Fernstraße BR-383 / SP-125 Rodovia Oswaldo Cruz, die sie mit Taubaté im Nordwesten und Ubatuba im Südosten verbindet. In Taubaté besteht ein Anschluss an die autobahnähnliche Fernstraßen BR-116 / SP-060 Rodovia Presidente Dutra (Richtung São Paulo und Rio de Janeiro) und SP-070 Rodovia Governador Carvalho Pinto (Richtung São Paulo). Nördlich der Stadt zweigt von der SP-125 Rodovia Oswaldo Cruz die Straße SP-153 Rodovia Nelson Ferreira Pinto nach Lagoinha ab.
In der Stadt befindet sich ein Busbahnhof, der von Fernbussen und Nahverkehrsbussen angefahren wird.

## Kultur

### Architektur
São Luiz do Paraitinga beherbergt mehr als 450 Bauwerke portugiesischer Kolonialarchitektur auf einer Fläche von mehr als 6,5 Millionen Quadratmetern. Sie wurde durch das Instituto do Patrimônio Histórico e Artístico Nacional (IPHAN) zum nationalen Kulturerbe erklärt. Die historischen Bauwerke zeigen die frühere Prosperität der Stadt aufgrund von Kaffeeanbau und Goldabbau im 19. Jahrhundert.
Wichtige touristische Ziele sind:
- Praça Oswaldo Cruz, der zentrale Platz der Stadt, der für kulturelle Veranstaltungen genutzt und durch die 1840 (erst-)erbaute Kirche São Luís de Tolosa flankiert wird.
- Largo do Teatro, eine Kreuzung umgeben von pittoresken Häusern und der Kirche Igreja do Rosário aus dem 19. Jahrhundert.
- Ladeira das Mercês, ein Berghang mit historischen Gebäuden, unter anderem die Kapelle Nossa Senhora das Mercês und das Haus von Oswaldo Cruz aus dem Jahre 1834.
- Mercado Municipal, Marktgebäude vom Ende des 19. Jahrhunderts.

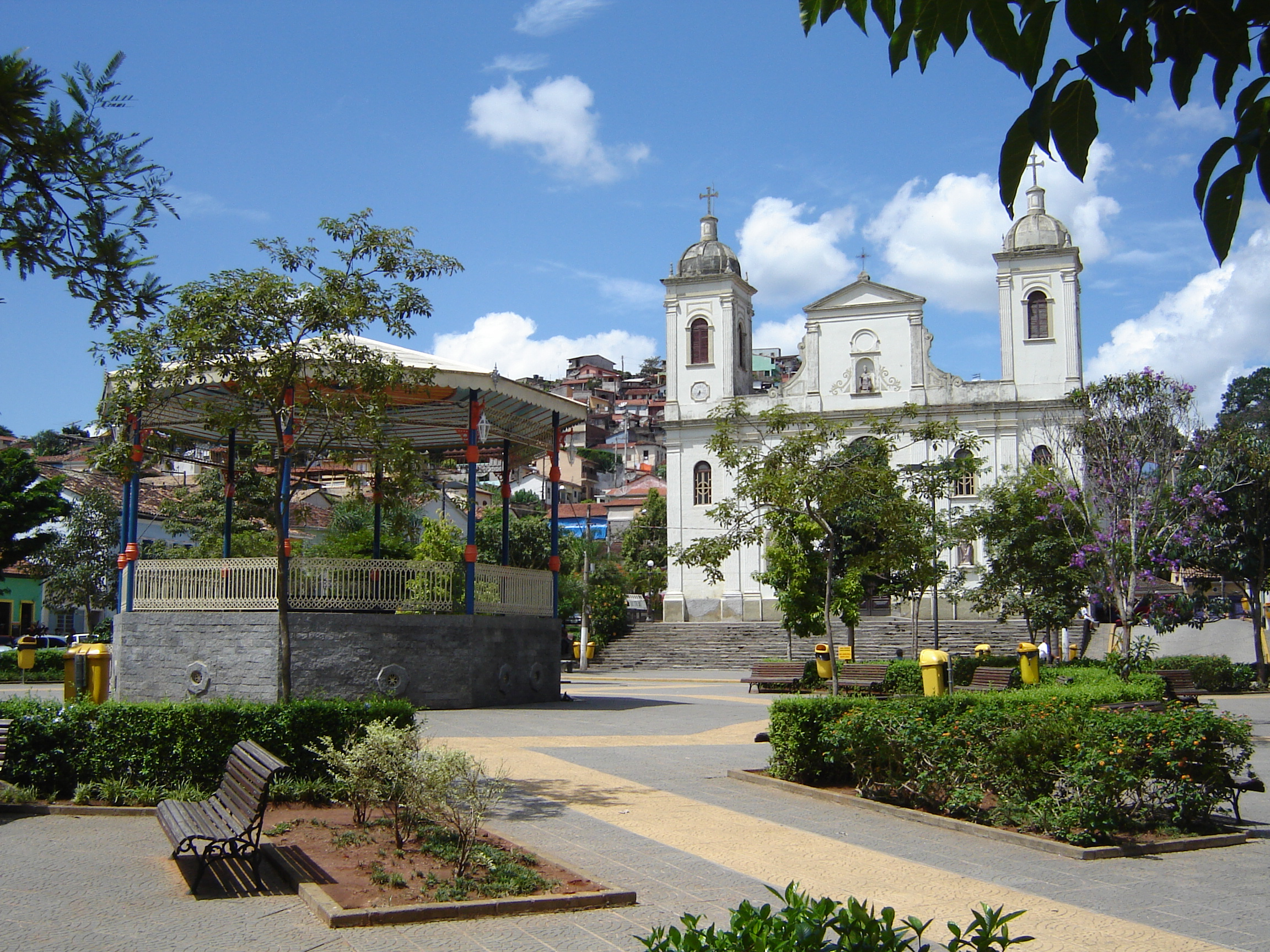
Praça Oswaldo Cruz mit der Kirche São Luís de Tolosa
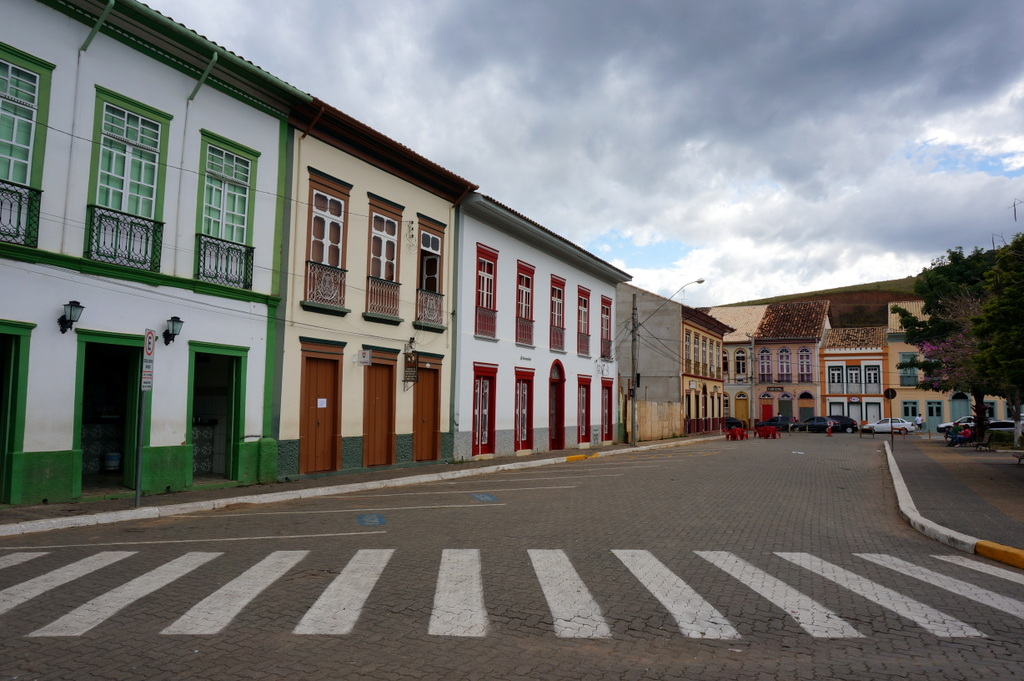
Praça Oswaldo Cruz
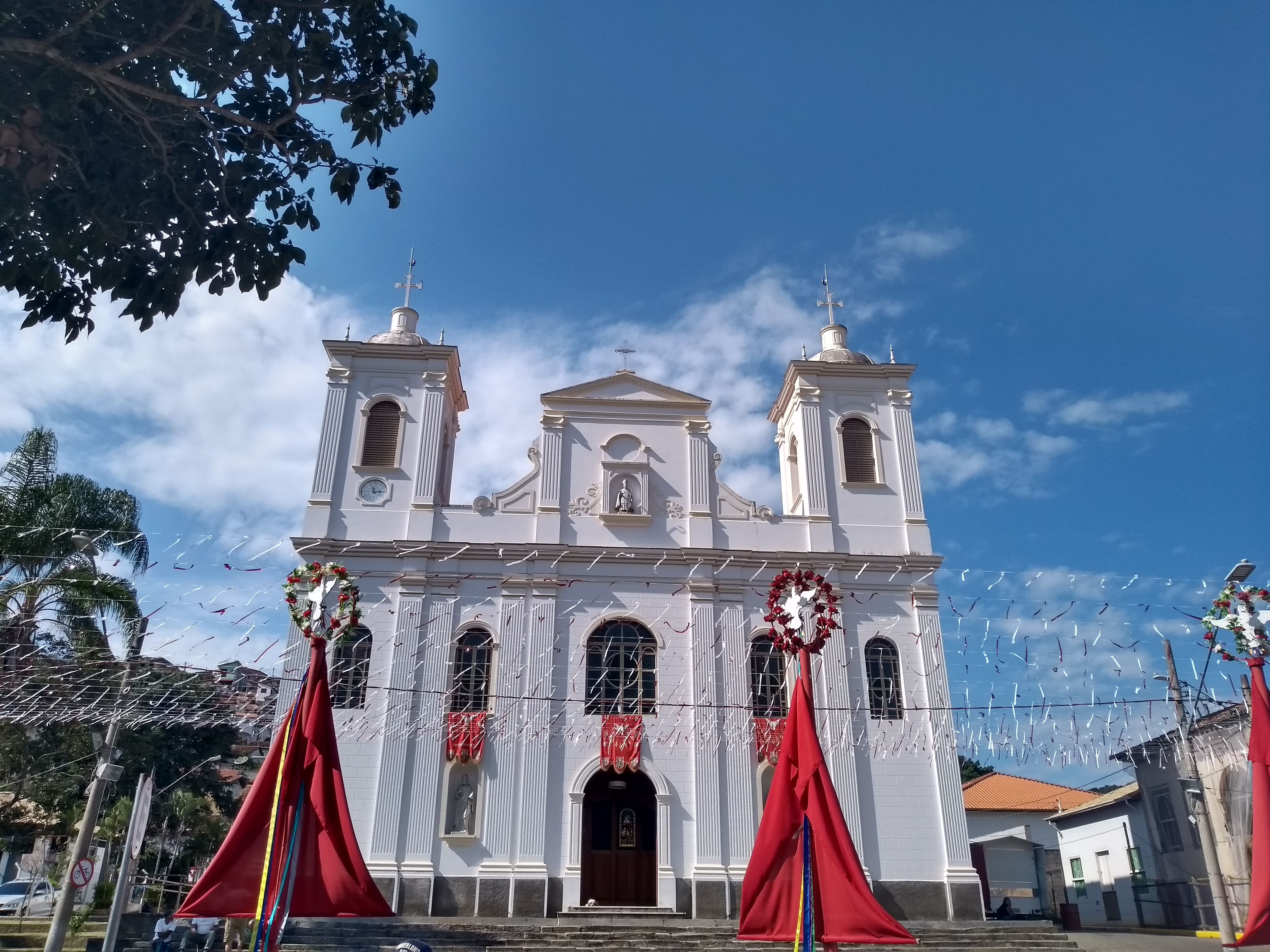
Kirche São Luís de Tolosa
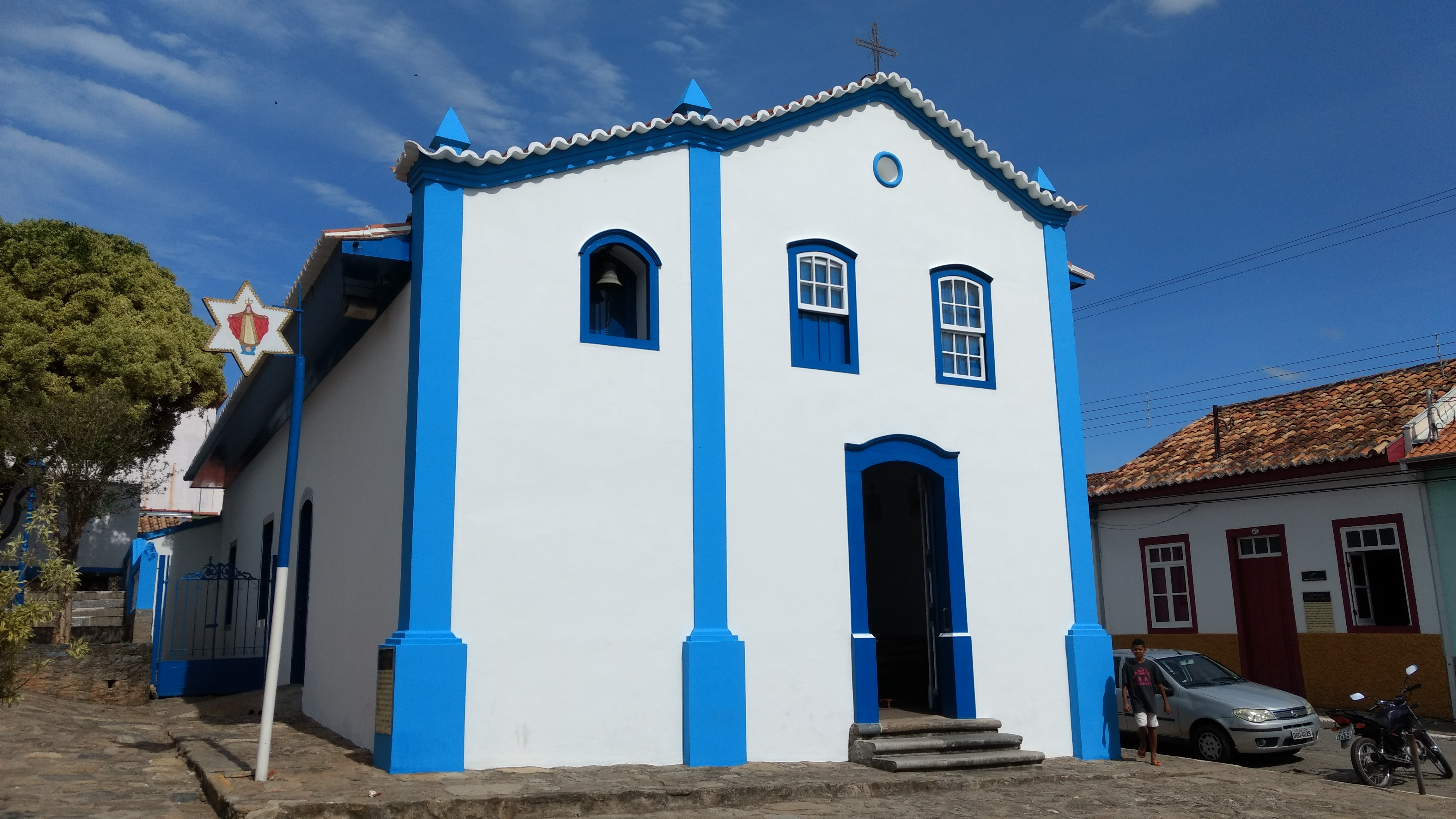
Kapelle Nossa Senhora das Mercês
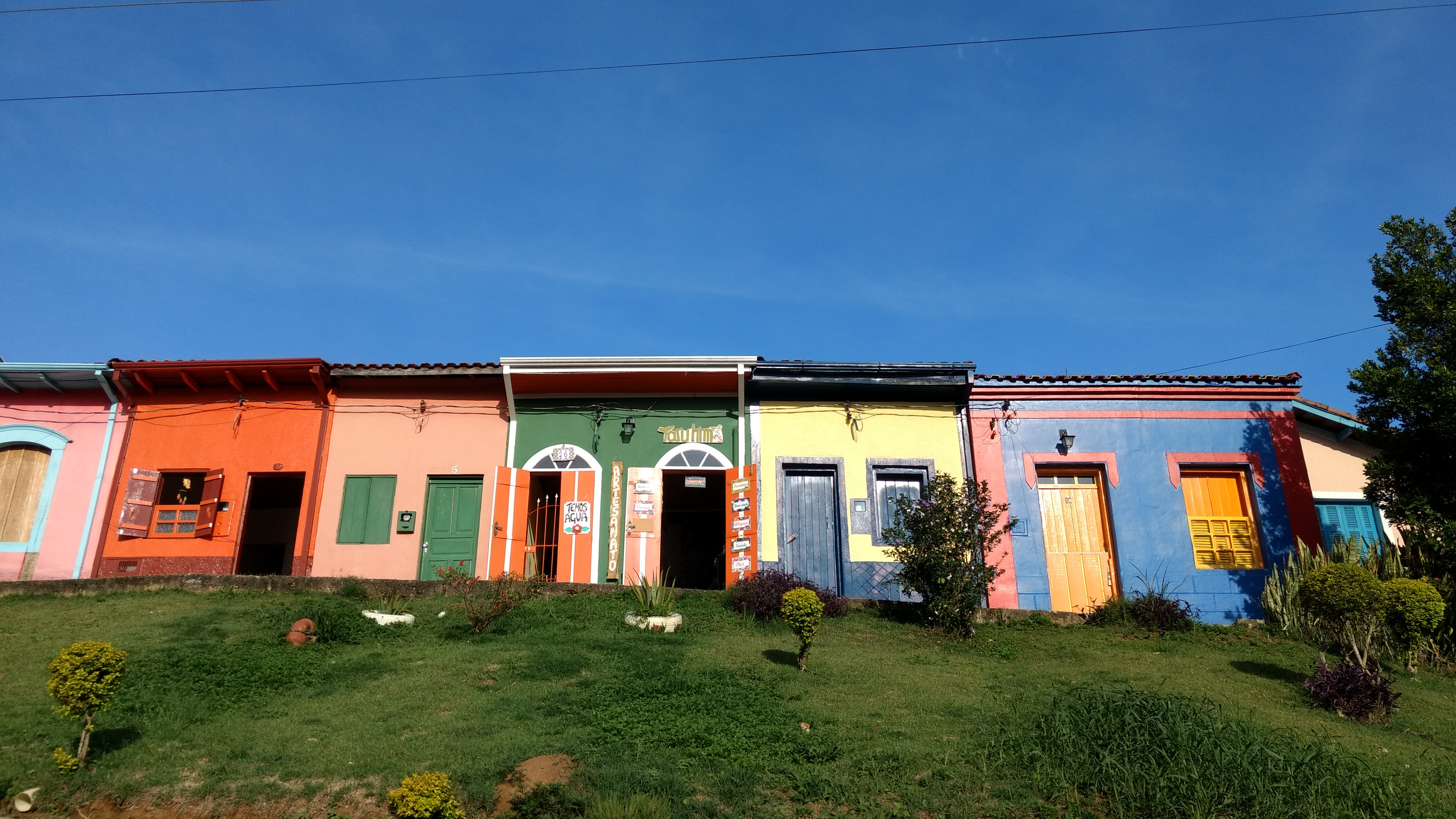
Largo do Teatro
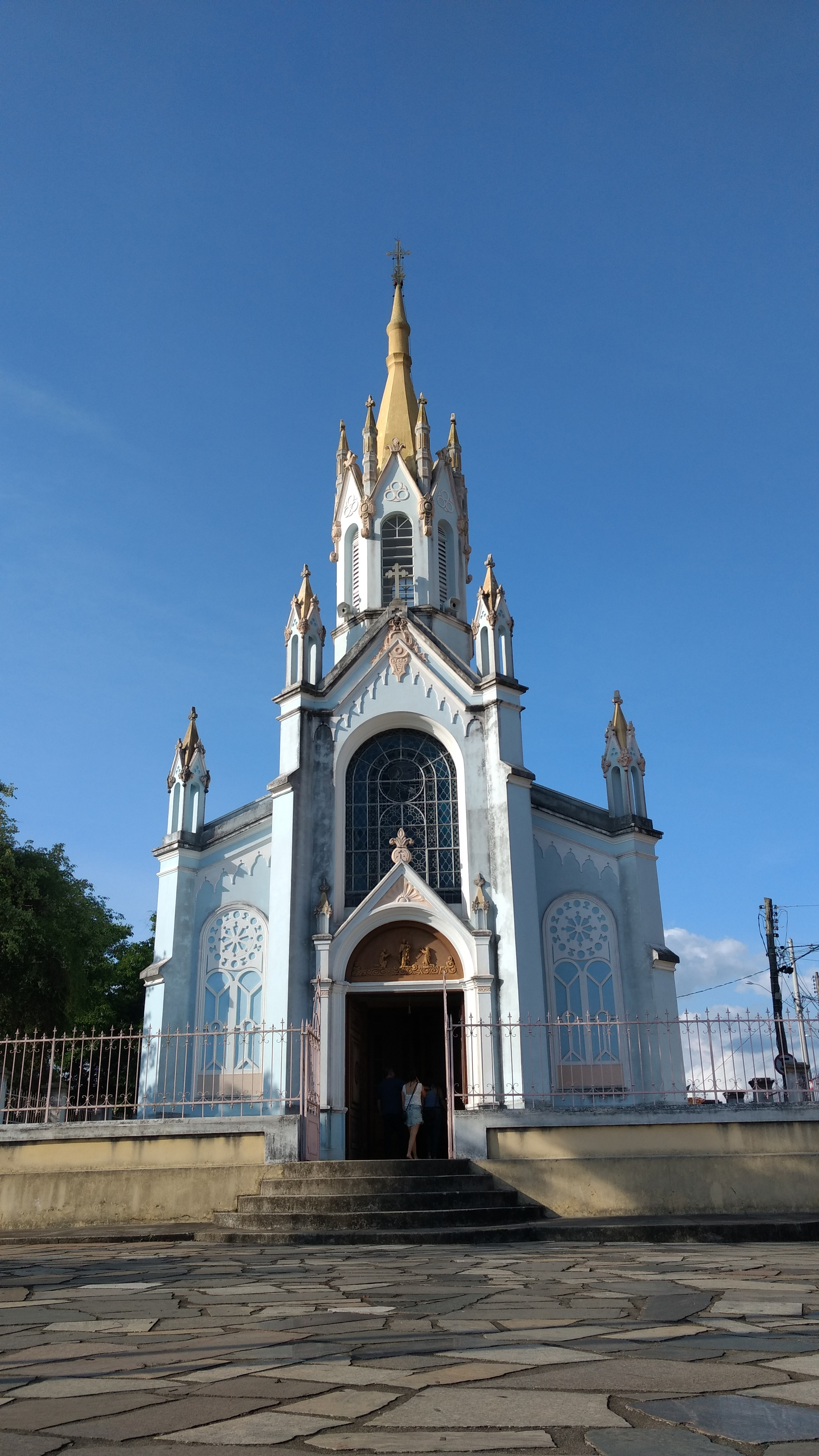
Igreja do Rosário

### Musik und Tanz
Kulturelle Veranstaltungen wie der Karneval werden durch den Musik-Stil Marchinha (kleiner Marsch) geprägt. Dies ist ein an Märsche angelehntes Musik-Genre des brasilianischen Karneval mit humorvollen Liedtexten.
Eine andere Musiktradition, die in der Stadt gepflegt wird, ist der Jongo, ein sambaartiger Volkstanz, der an einem Lagerfeuer getanzt wird.
In der Stadt existieren zwei Congada-Gruppen und eine Moçambique-Gruppe.

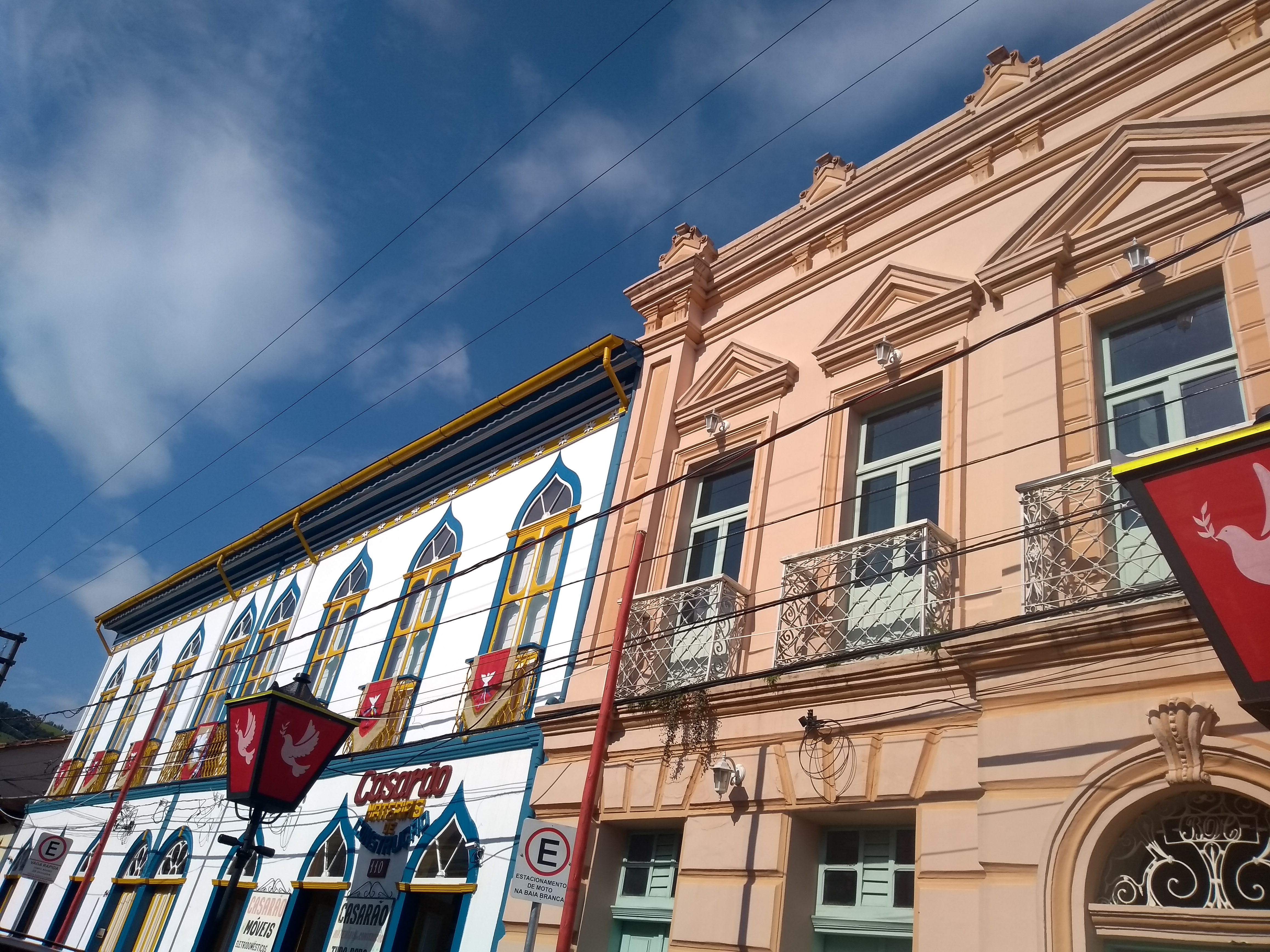
Straßenschmuck während der Festa do Divino Espírito Santo
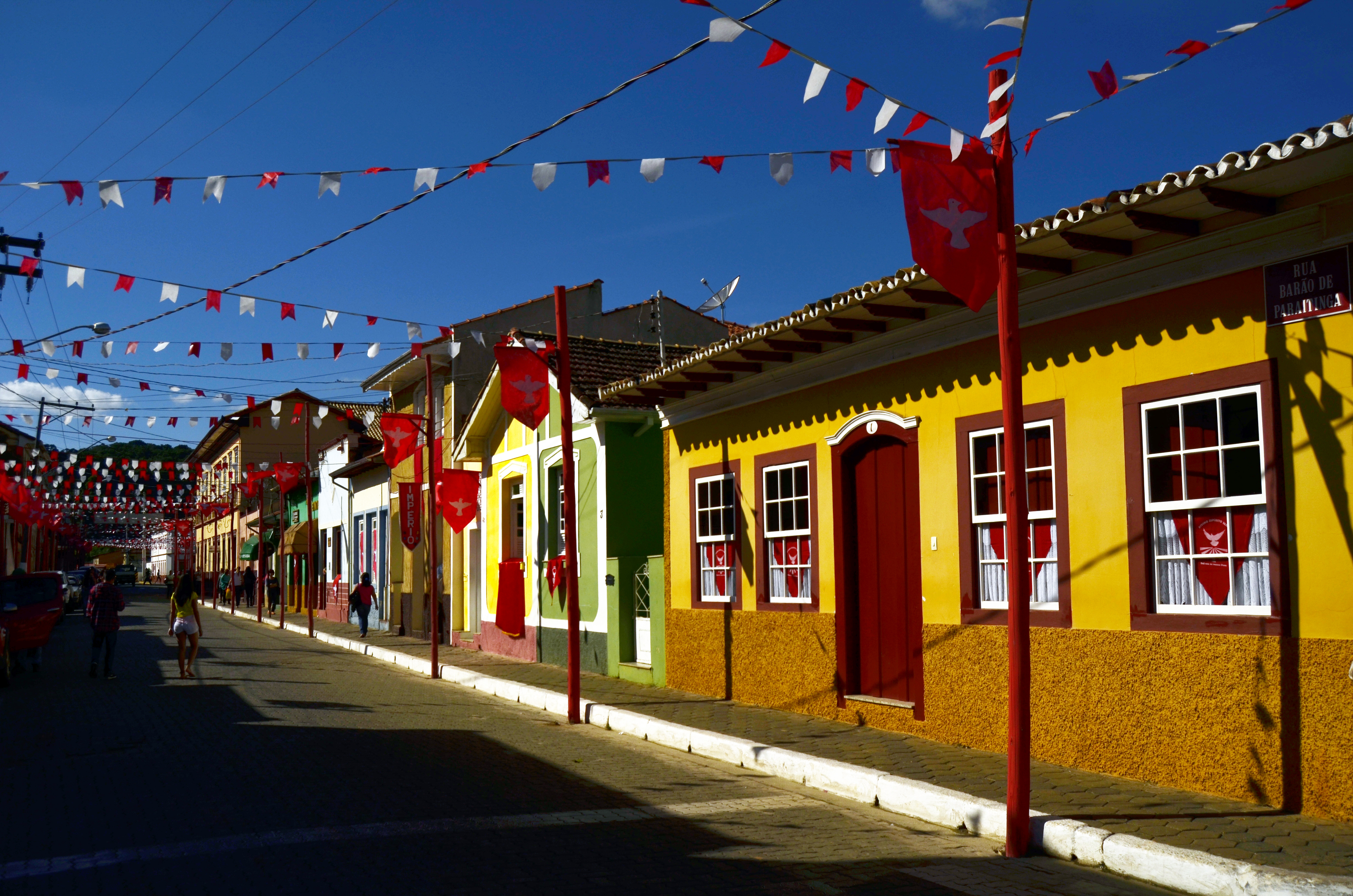
Straßenschmuck während der Festa do Divino Espírito Santo

### Museen
Im Haus des brasilianischen Epidemiologen und Arztes Oswaldo Cruz befindet sich heute das Museum Museu São Luiz do Paraitinga - Casa Dr. Oswaldo Cruz, das sich mit der Stadtgeschichte beschäftigt.

## Politik
Der Bürgermeister der Stadt, Alex Torres (Partido Liberal, PL), wurde 2024 gewählt.
Er wurde im Februar 2025 wegen Betrugs im Jahre 2013 während einer früheren Amtszeit schuldig gesprochen.
Zuvor war Ana Lucia Bilard Sicherle (Partido da Social Democracia Brasileira, PSDB) langjährige Bürgermeisterin der Stadt.

## Wirtschaft
Die Landwirtschaft (vor allem Viehwirtschaft) ist ein wichtiger Wirtschaftszweig in São Luiz do Paraitinga. Im Gemeindegebiet lebten im Jahr 2022 40.230 Rinder, davon 6350 Milchkühe, die 15.850.000 Liter Milch produzierten, sowie 25.000 Hühner, davon 9.000 Hennen, die 600.000 Eier legten.
Das BIP und BIP pro Kopf von 1999 bis 2020 anhand der Daten des IBGE:

| Jahr | BIP (in Tausend Real) | BIP pro Kopf (in Real) | Referenz      |
| ---- | --------------------- | ---------------------- | ------------- |
| 1999 | 30.804                | 2.960,20               | [ 24 ]        |
| 2000 | 40.959                | 3.914,98               | [ 24 ]        |
| 2001 | 36.503                | 3.470,50               | [ 25 ]        |
| 2002 | 45.055                | 4.260,55               | [ 25 ]        |
| 2003 | 49.921                | 4.695,37               | [ 25 ]        |
| 2004 | 51.221                | 4.791,97               | [ 25 ]        |
| 2005 | 67.432                | 6.274,50               | [ 26 ]        |
| 2006 | 77.393                | 7.163,33               | [ 26 ]        |
| 2007 | 72.584                |                        | [ 27 ]        |
| 2008 | 74.997                |                        | [ 27 ]        |
| 2009 | 82.828                |                        | [ 28 ]        |
| 2010 | 86.448                | 8.309,12               | [ 29 ]        |
| 2011 | 96.318                | 9.265,76               | [ 29 ]        |
| 2012 | 105.339               | 10.135,55              | [ 29 ]        |
| 2013 | 125.566               | 11.712,16              | [ 29 ]        |
| 2014 | 148.512               | 13.846,02              | [ 29 ]        |
| 2015 | 142.184               | 13.249,85              | [ 29 ]        |
| 2016 | 156.910               | 14.616,70              | [ 29 ]        |
| 2017 | 172.917               | 16.100,25              | [ 29 ]        |
| 2018 | 163.402               | 15.294,07              | [ 29 ]        |
| 2019 | 170.982               | 15.999,04              | [ 29 ]        |
| 2020 | 190.188               | 17.791,25              | [ 30 ] [ 29 ] |

## Trivia
Im Jahr 2023 wurde die Serie Zita e as festas de Paraitinga (Zita und die Feste von Paraitinga) aus drei animierten Kurzfilmen auf YouTube veröffentlicht, die die drei wichtigsten Feste der Stadt, Festa do Divino Espírito Santo, Karneval und Festa Junina, kindgerecht aufbereitet vermitteln sollen.

## Personen
- Oswaldo Cruz
- Aziz Ab'Saber